# راهول بوز

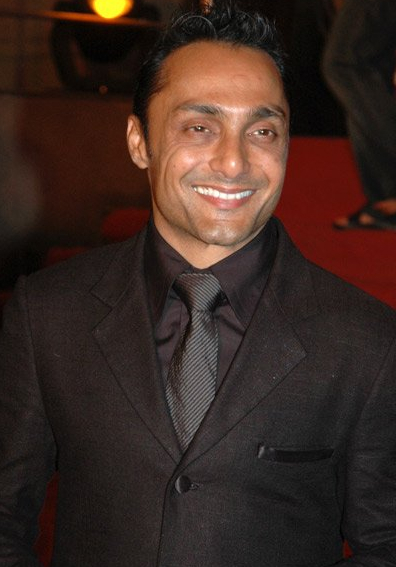
راهول بوز

راهول بوز (ولد في 27 يوليو 1967) ممثل ومخرج وناشط اجتماعي هندي ولد في مدينة كلكتا، ومن أشهر أفلامه «اثار بيار ك سايد» عام 2006، و«قبل الأمطار» عام 2008 و«الزوجة اليابانية» عام 2010.

## روابط خارجية
- راهول بوز على موقع IMDb (الإنجليزية)
- راهول بوز على موقع ألو سيني (الفرنسية)
- راهول بوز على موقع تيرنر كلاسيك موفيز (الإنجليزية)
- راهول بوز على موقع أول موفي (الإنجليزية)
- راهول بوز على موقع قاعدة بيانات الفيلم (الإنجليزية)
- راهول بوز على موقع كينوبويسك (الروسية)